# Wara (Pologne)
Pour les articles homonymes, voir Wara.
Wara est une localité polonaise de la gmina de Nozdrzec, située dans le powiat de Brzozów en voïvodie des Basses-Carpates.